# بومة النباح
بومة النباح أو البومة النباحة، هي نوع من الطيور الليلية من جنس نينوكس، فصيلة بوم حقيقي، موطنها الأصلي البر الرئيسي لأستراليا وأجزاء من غينيا الجديدة وجزر الملوك، وهي متوسطة الحجم ولها صوت مميز مع نداءات تتراوح من ضجيج نباح الكلاب إلى عواء شديد.

## الوصف
تم إدراج البومة النباحة على أنها معرضة للخطر بموجب قانون الحفاظ على الأنواع المهددة بالانقراض لعام 1995 في نيو ساوث ويلز، وفي خطة العمل للطيور الأسترالية لعام 2010  الأنواع الفرعية الجنوبية للبومة النَّباحة على أنها شبه مهددة، وهي البومة الأكثر عرضة للانقراض في فيكتوريا، ويقدر عددها بأقل من 50 زوجًا متكاثرًا .
لا تزال نداءات البومة النباحبة صوتا شائعًا في العديد من الأجزاء المشجرة في كوينزلاند والإقليم الشمالي.

## عمليات التهديد

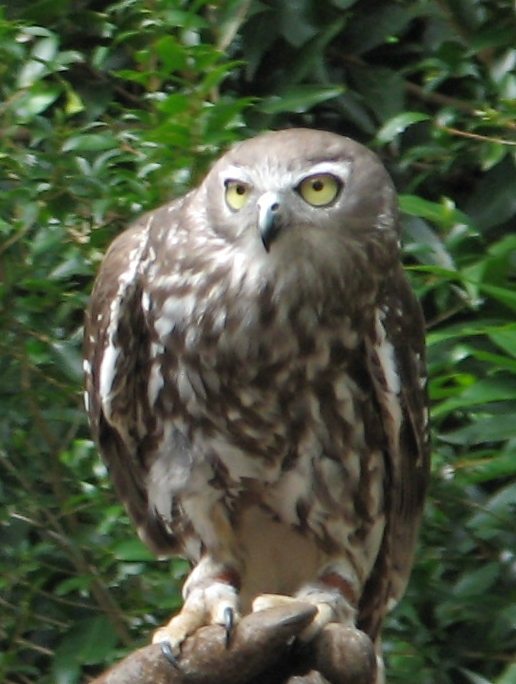
بومة صقر النباحة

وفقًا لبيان صادر في ولاية فيكتوريا، فإن التهديد الرئيسي للبومة النباحة هو فقدان الموائل، وفقدان الأشجار الكبيرة المجوفة التي تعتمد عليها هذه الأنواع في التعشيش.